# Pokrajina Matera
Pokrajina Matera (v italijanskem izvirniku Provincia di Matera [provìnča di matèra]) je ena od dveh pokrajin, ki sestavljata italijansko deželo Bazilikata. Meji na severu z deželo Apulija, na vzhodu z Jonskim morjem, na jugu z deželo Kalabrija in na zahodu s pokrajino Potenza.
Njeno glavno mesto je mesto Matera. Ima površino 3447 kvadratnih kilometrov živi skupno 192.822 prebivalcev; mesto Matera ima 59.854 prebivalcev. V pokrajini je 31 občin (ital. comuni).

## Večje občine
Glavno mesto je Matera, ostale večje občine so (podatki 31.12.2008):
| Občina         | Prebivalcev |
| -------------- | ----------- |
| Matera         | 60.317      |
| Pisticci       | 17.920      |
| Policoro       | 16.039      |
| Bernalda       | 12.193      |
| Montescaglioso | 10.114      |

## Zgodovina
Zgodovina poselitve v regiji sega v obdobje paleolitika in prvi primer organizirane poselitve je bil leta 251 pred našim štetjem, ko je konzul Rimske republike Lucius Caecilius Metellus ustanovil mesto kot Matera. Matera je bila večkrat oplenjena; sprva s strani Frankov, nato svetega rimskega cesarja Ludvika II., nato pa z vdorom muslimanov v 10. stoletju. Po tem je bilo mesto v lasti kapetske rodbine Anžu in Aragonske krone in je bilo večkrat prodano zaporednim bogatim družinam.
Giovanni Carlo Tramontano, grof Matere, je bil kratek čas vodja mesta, vendar so ga prebivalci prezirali, saj so ga videli kot tirana in se mu uprli ter ga 29. decembra 1514 umorili. Mesto Matera je bilo leta 1663 razglašeno za prestolnico starodavnega okrožja Lucania (Bazilikata); ta status je bil odstranjen iz mesta v letih 1806 in 1860. Pod fašistično vladavino Italije je bil leta 1927 obnovljen naziv Matera, ki je služil kot prestolnica Bazilikate. Pokrajina je znana po svoji zgodovini "jamskih bivališč", znanih kot sassi.

## Naravne zanimivosti
Novembra 2003 je Ministrski Svet odločil, da je področje Terzo Cavone v občini Scanzano Jonico edino v Italiji, kjer je dovoljeno zbiranje radioaktivnih odpadkov druge in tretje kategorije. Odločitev je povzročila množični protest prebivalstva, ki je privedel do ponovne preučitve problema. Ugotovljeno je bilo, da je zadevno področje vključeno v seznam ozemelj z visoko potresno nevarnostjo, zaradi česar ni primerno za odlagališče nevarnih odpadkov, posebno tudi zaradi neposredne bližine morja, ki bi utegnilo v primeru potresa pronicati v teren. Zato je bil sklep Ministrskega Sveta preklican.
Seznam zaščitenih področij v pokrajini:
- Narodni park Pollino (Parco nazionale del Pollino)
- Krajinski park Chiese rupestri del Materano (Parco archeologico storico naturale delle Chiese rupestri del Materano) - na Unescovem seznamu svetovne dediščine[3]
- Krajinski park Gallipoli Cognato - Piccole Dolomiti Lucane (Parco naturale di Gallipoli Cognato - Piccole Dolomiti Lucane)
- Naravni rezervat Monte Croccia (Riserva naturale Monte Croccia)
- Naravni rezervat Marinella Stornara (Riserva naturale Marinella Stornara)
- Naravni rezervat Metaponto (Riserva naturale Metaponto)
- Naravni rezervat San Giuliano (Riserva regionale San Giuliano)
- Naravni rezervat Bosco Pantano di Policoro (Riserva naturale orientata Bosco Pantano di Policoro)

## Zanimivosti
Značilnost ozemlja so gravine, kraške depresije v obliki globokih sotesk. Najbolj znana je gravina, v kateri je samo mesto Matera, na čigar strmih pobočjih so hiše, cerkve in komercialne stavbe sezidane ena nad drugo, tako da je streha spodnjega objekta dvorišče ali vhod zgornjega. Bivalni prostori so potem vklesani v notranjost hriba. Ta oblika gradnje je zgodovinsko zelo stara, saj izvedenci smatrajo, da izvirajo nekatere globoko izkopane sobe še iz prazgodovinskih jam, ki so služile tedanjemu prebivalstvu za zatočišče. Področje je bilo dejansko neprestano zasedeno od paleolitika dalje in prvotne jame so se skozi tisočletja le širile v globino in podaljševale navzven s svojevrstno gradnjo, kjer so se "spodnji" prebivalci sporazumevali z "zgornjimi" za prizidek, ki je bil enim nova soba, drugim pa nov balkon, pri čemer je bil gradbeni material navadno pridobljen samo s kopanjem v notranjost. Današnja podoba Matere nudi enkratni pregled zgodovine stavbarstva skozi devet tisočletij.